# SN 2003cv
SN 2003cv – supernowa typu II-pec odkryta 31 marca 2003 roku w galaktyce A111748+1909. W momencie odkrycia miała maksymalną jasność 17,60m.